# Melaleuca concreta
Melaleuca concreta är en myrtenväxtart som beskrevs av Ferdinand von Mueller. Melaleuca concreta ingår i släktet Melaleuca och familjen myrtenväxter. Inga underarter finns listade i Catalogue of Life.